# Kiribati aux Jeux paralympiques d'été de 2024
Les Kiribati participe aux Jeux paralympiques d'été de 2024 à Paris, en France du 28 août au 8 septembre 2024. Il s'agit de sa 1re participation à des Jeux paralympiques d'été.
Le comité paralympique national ayant été reconnu par le Comité international paralympique comme membre en octobre 2019. Le pays devait faire son entrée aux Jeux de Tokyo mais la Pandémie de Covid-19 avait obligé le comité a déclaré forfait.

## Nombre d’athlètes qualifiés par sport
Voici la liste des qualifiés et sélectionnés par sport :
| Sport      | Hommes | Femmes | Total |
| ---------- | ------ | ------ | ----- |
| Athlétisme | 1      | 0      | 1     |
| Total      | 1      | 0      | 1     |

### Athlétisme
En 2020, après s'être rendu en Australie pour participer aux championnats d'athlétisme de l'État du Queensland, Ongiou Timeon s'est retrouvé bloqué aux Fidji pendant neuf mois. La fermeture des frontières causée par la pandémie de COVID-19 l'a empêché, ainsi que sa coéquipière Karea Tioti et son entraîneur Karotu Bakae, de rentrer chez eux à Kiribati.
| Athlètes      | Épreuve             | Finale      | Finale |
| Athlètes      | Épreuve             | Performance | Rang   |
| ------------- | ------------------- | ----------- | ------ |
| Ongiou Timeon | Lancer du poids F11 | 6,46m       | 8e     |